# Великое заблуждение
«Великое заблуждение» (англ. The Great Illusion) ― сочинение британского журналиста Нормана Эйнджелла, впервые опубликованное в 1909 году в Великобритании под названием «Europe's Optical Illusion» ― «Оптическая иллюзия Европы» и переизданное в 1910 году под наиболее широко известным ныне названием. Впоследствии книга неоднократно дополнялась, переиздавалась и переводилась на иностранные языки, в том числе и на русский.

## Содержание

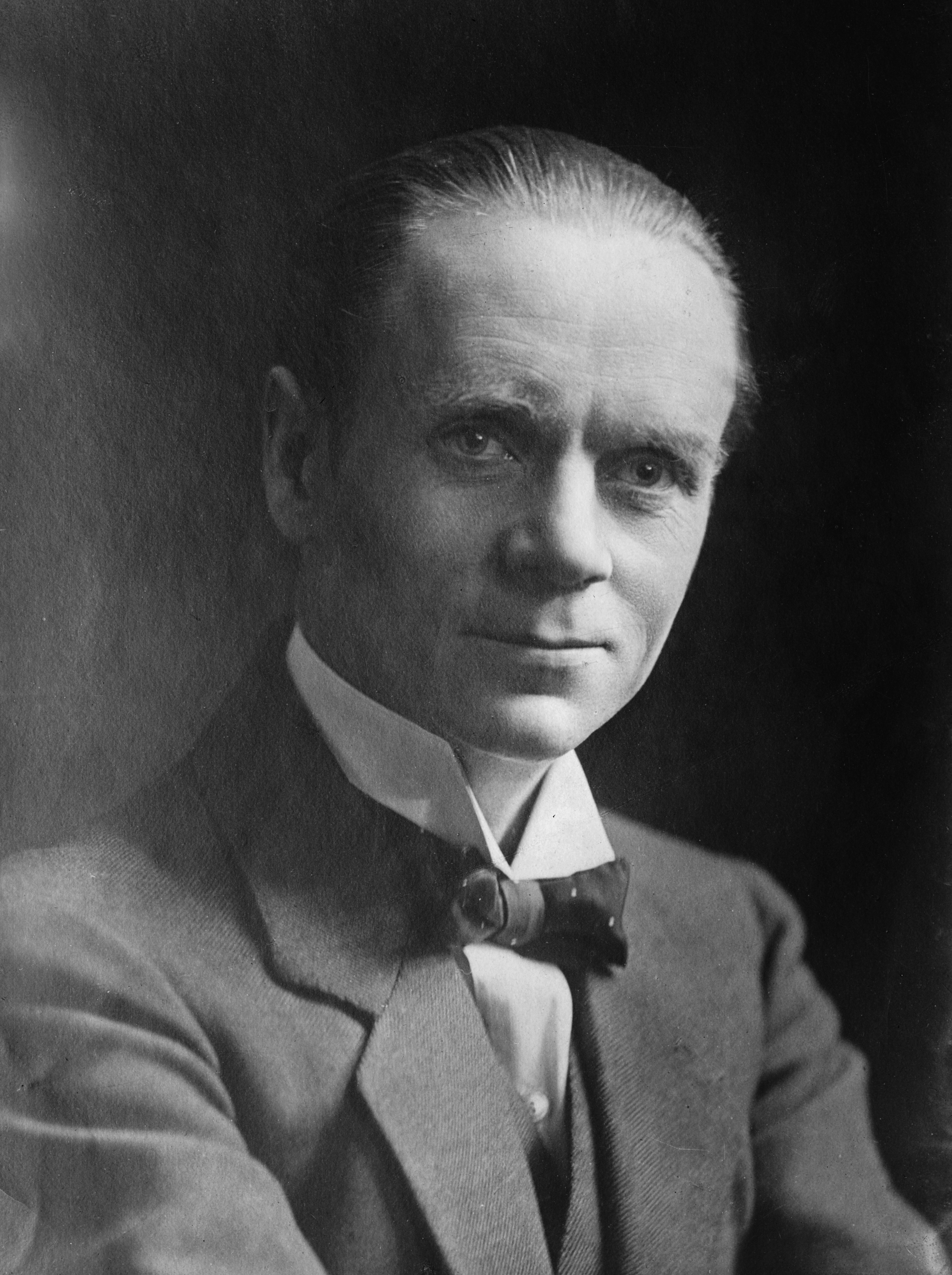
Норман Эйнджелл

Главный тезис Эйнджелла заключается в том, что экономические издержки войны оказываются настолько велики, что никто не может надеяться выиграть, начав войну, последствия которой окажутся столь катастрофическими. По этой причине общеевропейская война едва ли сможет начаться, а если это и произойдёт, она не продлится в течение длительного времени. Эйнджелл утверждал, что с социально-экономической точки зрения современная ему война представляет собой иррациональное явление, поскольку завоевание одной индустриальной страной части другой не окупит себя. Дж. Д. Б. Миллер вкратце излагает главную мысль Эйнджелла следующим образом: «Великая иллюзия ― это то, что приобретают народы благодаря вооруженной конфронтации, милитаризму, войне или завоеванию».
По словам Эйнджелла, экономическая взаимозависимость между промышленно развитыми странами будет «реальной гарантией доброго отношения между государствами». Если случится так, что держава-агрессор конфискует собственность на захваченной ею территории, «стимул [местного населения] к производству будет ослаблен, а завоеванная территория тем самым станет бесполезной. Таким образом, оккупационная администрация должна будет оставлять собственность в руках местного населения и при этом нести расходы на завоевание и оккупацию».
По мнению автора, природа современного капитализма была такова, что националистические настроения уже не производили большого впечатления на капиталистов: «у капиталиста нет отечества, и если он действительно является человеком своей эпохи, то он знает, что бряцание оружием, завоевание территории и жонглирование границами не только не служат его финансовым целям, но и вполне могут поставить на них крест».
Эйнджелл утверждал, что наращивание вооружений вообще и морская гонка между Англией и Германией в частности, которая происходила, когда он писал книгу в 1900-х годах, не обеспечит мир между державами. Вместо этого она приведёт к усилению трений и, следовательно, к увеличению вероятности начала войны. Единственным жизнеспособным путём к миру будет соблюдение норм международного права, где все споры между государствам смогут разрешаться в международном суде разумным и мирным путём.

## Отзывы критиков
«Великое заблуждение» имело невероятный успех и было быстро переведено на одиннадцать языков, став чем-то вроде «культа»: в британских университетах появились новые учёные кружки, которые занимались «распространением своей догмы». Книга была взята на вооружение виконтом Эшером, придворным короля Великобритании, которому была поручена реорганизация британской армии после окончания Англо-бурской войны. В восторге от книги был и адмирал Джон Фишер, первый морской лорд, который назвал её «манной небесной». Историк Нил Фергюсон отмечает, что пристальное внимание к книге со стороны британских военных и военно-морских учреждений является доказательством того, что это была не пацифистская работа, как это может казаться на первый взгляд, а «либерально-империалистический трактат, направленный на то, чтобы повлиять на общественное мнение Германии касательно вопроса о возможной войне». Он имел своей целью отговорить политические элиты Германии от продолжения попыток стать великой морской державой: именно эта программа начала жёсткую и дорогостоящую для обеих сторон гонку вооружений между Великобританией и Германией. Тот факт, что Эйнджелл был нанят в качестве редактора «Continental Daily Mail» лордом Нортклиффом, крупным имперским пропагандистом, которого Фергюсон называет «архиалармистом», является для историка ещё одним доказательством более глубокой и не пацифистской цели книги.

## Межвоенное издание
Новое издание книги было опубликовано в 1933 году; в него была добавлена глава «тема коллективной обороны». В 1933 году Эйнджелл был удостоен Нобелевской премии мира.

## В популярной культуре
- «Великое заблуждение» упоминается в романе 1929 года «Смерть героя» Ричарда Олдингтона. Главный герой ссылался на книгу и отстаивал мнение о том, что грядущая мировая война не состоится.
- Один из персонажей рассказа Д. К. Бростера «Окно» (1929), сюжет которого разворачивается во Франции до начала Первой мировой войны, упоминает, что прочитал книгу Эйнджелла, и утверждает, что «в наши дни великая война невозможна»[11].
- Книга дала своё название антивоенному фильму Жана Ренуара 1937 года «Великая иллюзия».